# Manuel Luís de Ataíde
Manuel Luís de Ataíde, 7.º conde de Atouguia, morto em 12 de outubro de 1665, foi filho do primeiro casamento do 6.º conde, D. Jerónimo de Ataíde.
Tenente-general de cavalaria do Alentejo, foi gravemente ferido na batalha de Montes Claros, no meio de uma brilhante carga de cavalaria, portando-se com o maior heroísmo[carece de fontes?]. Das consequências do ferimento veio a morrer quatro meses depois.
Era casado com D. Vitória de Bourbon e não deixou descendência. Sucedeu-o seu meio-irmão, D. Luís Peregrino de Ataíde, como 8.º conde.